# Famoso por ser famoso

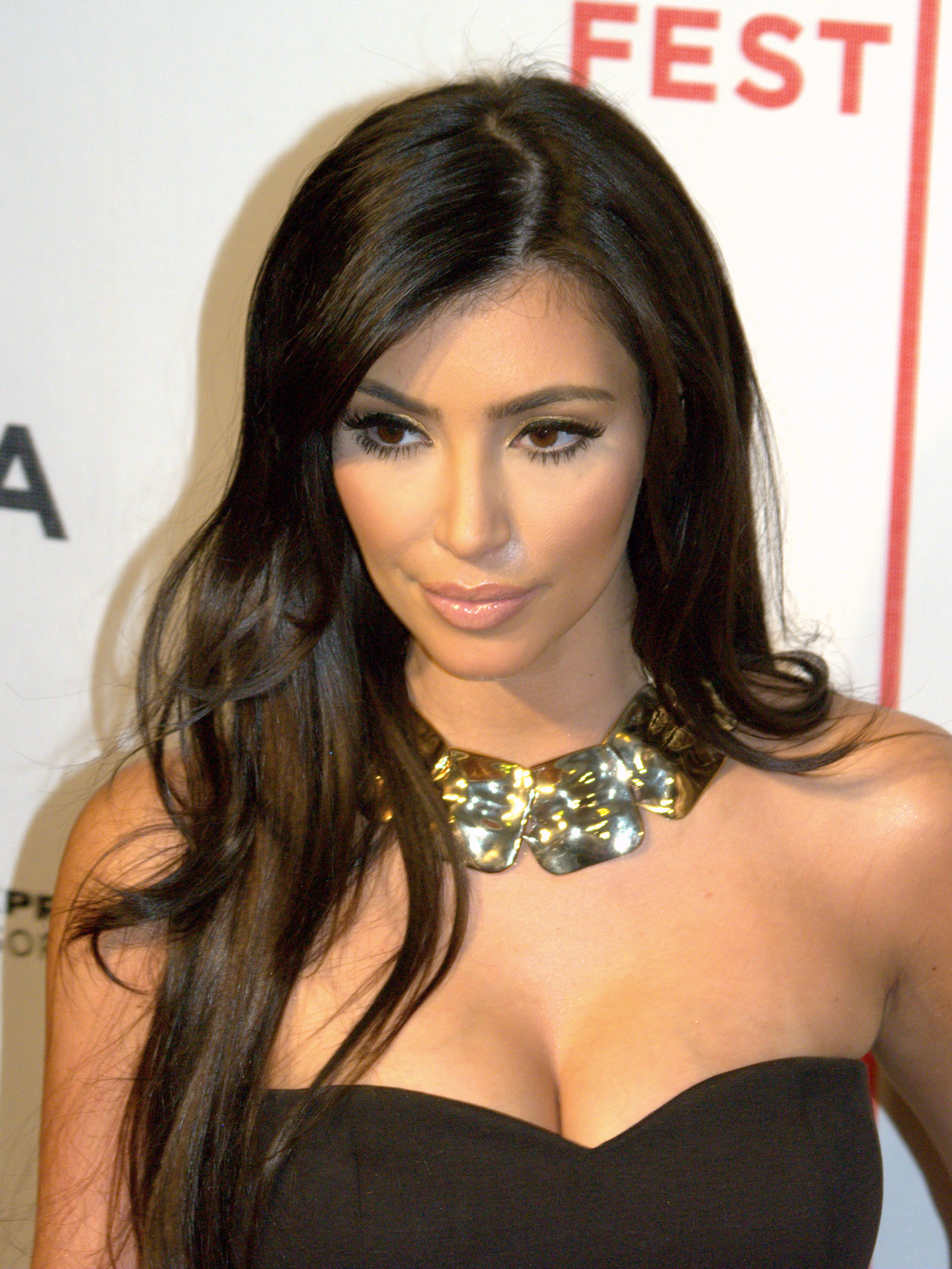
Kim Kardashian en el Festival de Cine de Tribeca (2009).

Famoso por ser famoso, en la terminología de la cultura popular, se refiere a alguien que alcanza el estado de celebridad sin ninguna razón en particular, o que logra la fama con la asociación de una celebridad. El término es peyorativo, sugiriendo que el individuo no tiene talentos ni habilidades en particular. Incluso cuando su fama proviene de un talento en particular o acción por su parte, el término todavía se aplica si su fama es percibida como desproporcionada a lo que han obtenido a través de su propio talento o trabajo.

## Origen del término
El término se origina de un análisis de los medios llamado The Image: A Guide to Pseudo-events in America (1962), por el historiador y teórico social Daniel J. Boorstin. En él, se define celebridad como «una persona que es conocida por ser bien conocido». Él luego sostuvo que la revolución gráfica en el periodismo y otras formas de comunicación han roto la fama de la grandeza, y que esta indemnización apresuró la decadencia de la fama en la mera notoriedad. En los años, la frase ha sido glosada como «una celebridad es alguien que es famosa por ser famosa».

## Ejemplos
| Persona              | Descripción |
| -------------------- | --- |
| Angelyne             | Modelo y una vez candidata a gobernadora de California. |
| Kevin Federline      | Exesposo y bailarín de la artista Britney Spears y padre de sus hijos. |
| Kim Kardashian       | Amiga de Paris Hilton, alcanzó la fama después de un escándalo sexual. |
| Ricky Guillart       | Bisnieto de la primera mujer en ser Vicepresidenta de la República Dominicana, logró la fama debido a la reputación y herencia.                                            |
| Belén Esteban        | Exnovia, madre de la hija del torero Jesulín de Ubrique. |
| Peaches Geldof       | Famosa principalmente por ser la hija de Bob Geldof. |
| Paris Hilton         | Heredera de la dinastía de los Hoteles Hilton, que es famosa principalmente por hacer apariciones en los medios de comunicación, y por un video sexual.                    |
| Kato Kaelin          | Amigo de O. J. Simpson quien prestó testimonio durante el juicio por asesinato de O. J. Simpson.                                                                           |
| John F. Kennedy, Jr. | Conocido por ser el hijo del expresidente de los Estados Unidos John F. Kennedy, utilizó su nombre para crear la revista George.                                           |
| Olivia Palermo       | Miembro del reparto del reality show The City en MTV. Es conocida por su influencia en la alta sociedad neoyorquina y por ser una de las más conocidas it-girls del mundo. |
| Spencer Pratt        | Famoso por ser el novio de Heidi Montag en el programa The Hills. |
| Lisa Marie Presley   | Hija de Elvis Presley y exesposa de Michael Jackson. |
| Nicole Richie        | Famosa principalmente como la amiga de Paris Hilton en la serie The Simple Life e hija adoptada de Lionel Richie.                                                          |